# Isla Scott
La isla Scott (67°24′S 179°55′O / -67.400, -179.917) es una pequeña isla deshabitada de origen volcánico situada en el océano Antártico, a unos 505 km al noreste del cabo Adare, la extremidad noreste de la Tierra de Victoria. Tiene 370 metros de largo y 180 m ancho, cubriendo un área de 0,04 km². Al oeste de la isla, a unos 250 m está el Pilar de Haggitt, una columna de 60 m de altura. La isla tiene dos pequeñas ensenadas con playas, el resto de la isla es rocosa. Una de las ensenadas está sobre la costa noreste y la otra en la costa occidental de la isla, enfrente al Pilar de Haggitt. 
La isla fue descubierta el día de Navidad de 1902 por el capitán Guillermo Colbeck del SY Morning, el referido barco transporta al capitán Robert Falcon Scott en la expedición de Sir Clements Robert Markham. Colbeck en un principio pensó llamar a la isla Markham, pero más tarde Sir Clements Markham, decidió denominarla en honor al capitán Scott. El Pilar de Haggitt lleva ese nombre por el apellido de la madre de Guillermo Colbeck, Haggitt.

## Reclamación territorial
La isla es reclamada por Nueva Zelanda como parte de la Dependencia Ross, pero esta reclamación está sujeta a las disposiciones del Tratado Antártico.